# María Jesús Merino Poyo
María Jesús Merino Poyo és una periodista i política espanyola, alcaldessa de Sigüenza des de 2019.
Diplomada en turisme, es va doctorar en periodisme per la Universitat Complutense de Madrid amb la lectura de Comunicación y Crisis: Un plan estratégico. També va exercir com a directora de la fundació «Apadrina un Arbre».
Cap de lista (com a candidata independent) de la candidatura del Partit Socialista Obrer Espanyol (PSOE) per a les eleccions municipals del 26 de maig de 2019 a Sigüenza, va resultar elegida regidora. També es va presentar al número 4 de la llista del PSOE a Guadalajara per a les eleccions a les Corts de Castella-la Manxa del mateix dia. Va ser investida com a alcaldessa de Sigüenza el 15 de juny de 2019, amb una majoria absoluta de vots a favor, reemplaçant a José Manuel Latre Rebled. El 18 de juliol de 2019 va prendre possessió del càrrec de diputada regional, cobrint la baixa per renúncia de Sara Simón.